# Ulster Army Council

L'Ulster Army Council (français : Conseil de l'armée d'Ulster) est une organisation nord-irlandaise loyaliste fondée en 1973, chapeautant plusieurs groupes paramilitaires : l'Ulster Defence Association, les Orange Volunteers, le Down Orange Welfare, l'Ulster Special Constabulary Association, l'Ulster Volunteer Service Corps, et les Red Hand Commandos. En 1974, elle a été remplacée par l’Ulster Loyalist Central Co-ordinating Committee. 